# جیم گرلچ
جیم گرلچ (به انگلیسی: Jim Gerlach) نمایندهٔ حوزه انتخابیه ششم پنسیلوانیا از حزب جمهوری‌خواه ایالات متحده آمریکا در مجلس نمایندگان ایالات متحده آمریکا است که برای نخستین‌بار در ۱۴ ژانویه ۲۰۰۳ میلادی به‌عضویت این مجلس درآمد.